# Navya
Navya est une entreprise française spécialisée dans la conception et la construction de véhicules autonomes, électriques et robotisés.

## Histoire
En juin 2014, Christophe Sapet, cofondateur des sociétés Infogrames et Infonie, s’associe au fonds d’investissement Robolution Capital, présidé par Bruno Bonnell, pour reprendre les actifs de la société Induct, alors en liquidation.
Fondée en 2004, Induct avait lancé Navia (pour NAVigation par Intelligence Artificielle), un minibus électrique sans chauffeur, dont quelques unités avaient été commercialisées à titre expérimental. Ce prototype, primé au CES de Las Vegas 2013 a fait l’objet d’essais sur le site de la centrale nucléaire EDF de Civaux en juin 2015.
Six ingénieurs sont restés dans la nouvelle structure rebaptisée Navya, basée à Paris (R&D Intelligence Artificielle) et à Lyon (Siège social, conception et production). Un an après la reprise, la nouvelle société lance la commercialisation de l’Arma, premier véhicule autonome de série[réf. nécessaire].
En 2016 à Lyon, un service expérimental de desserte par minibus électrique et autonome est lancé dans le quartier Confluence. Une expérimentation lancée à La Défense en juillet 2017 connaît plusieurs difficultés et est finalement arrêtée en juillet 2019, sur un constat d'échec.
En 2020, Navya met au point des navettes autonomes de niveau 4 et obtient un premier contrat historique avec Keolis. Son action en bourse augmente à la suite de ce résultat. En octobre, Navya annonce faire rouler une navette autonome de niveau 4 (définies par la SAE), c’est-à-dire sans opérateur, pour la première fois. Elle circule au Centre national de tir sportif de Châteauroux.
En 2022, Navya signe deux mémorandums d'entente étatiques avec l’Arabie Saoudite et le Bahreïn.
Le 31 décembre 2022, l'entreprise annonce la démission de Sophie Desormière de la présidence du directoire de Navya, moins d'un an après sa prise de fonction.
Le 6 janvier 2023, Olivier Le Cornec, directeur de la R&D et des technologies de l'entreprise est nommé président du directoire par le conseil de surveillance.
Le 25 janvier 2023, l'entreprise sollicite l’ouverture d’une procédure de redressement judiciaire devant le Tribunal de commerce de Lyon. À la suite du placement en redressement judiciaire début février 2023, l'entreprise Navya est reprise en avril par le constructeur de véhicules autonomes Gaussin (51 %) et l'entreprise japonaise Macnica (49 %). En septembre 2023, après avoir été renommée Gaussin Macnica Mobility, l'entreprise prend le nom de Gama

## Véhicule

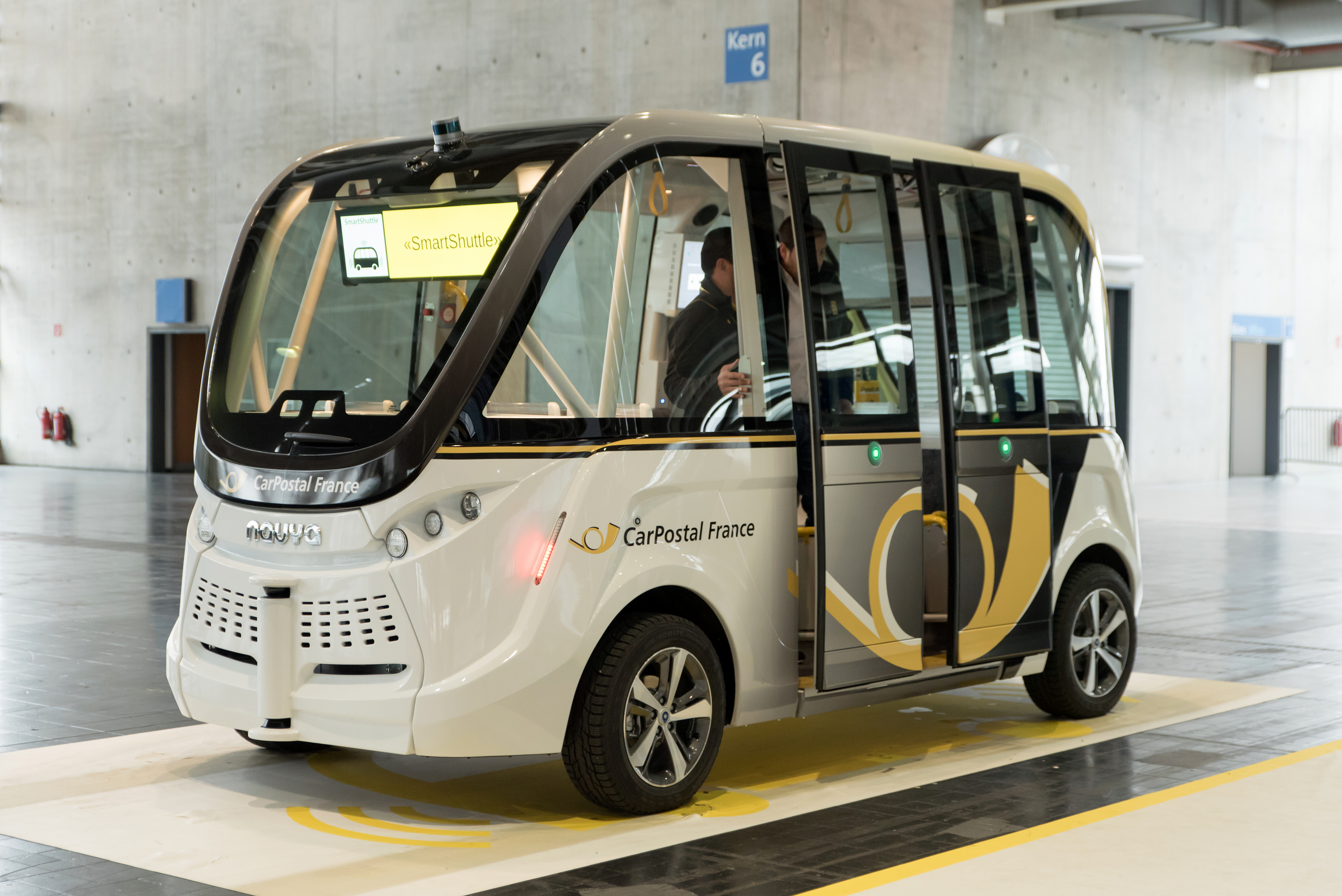
Arma au CeBIT en 2017

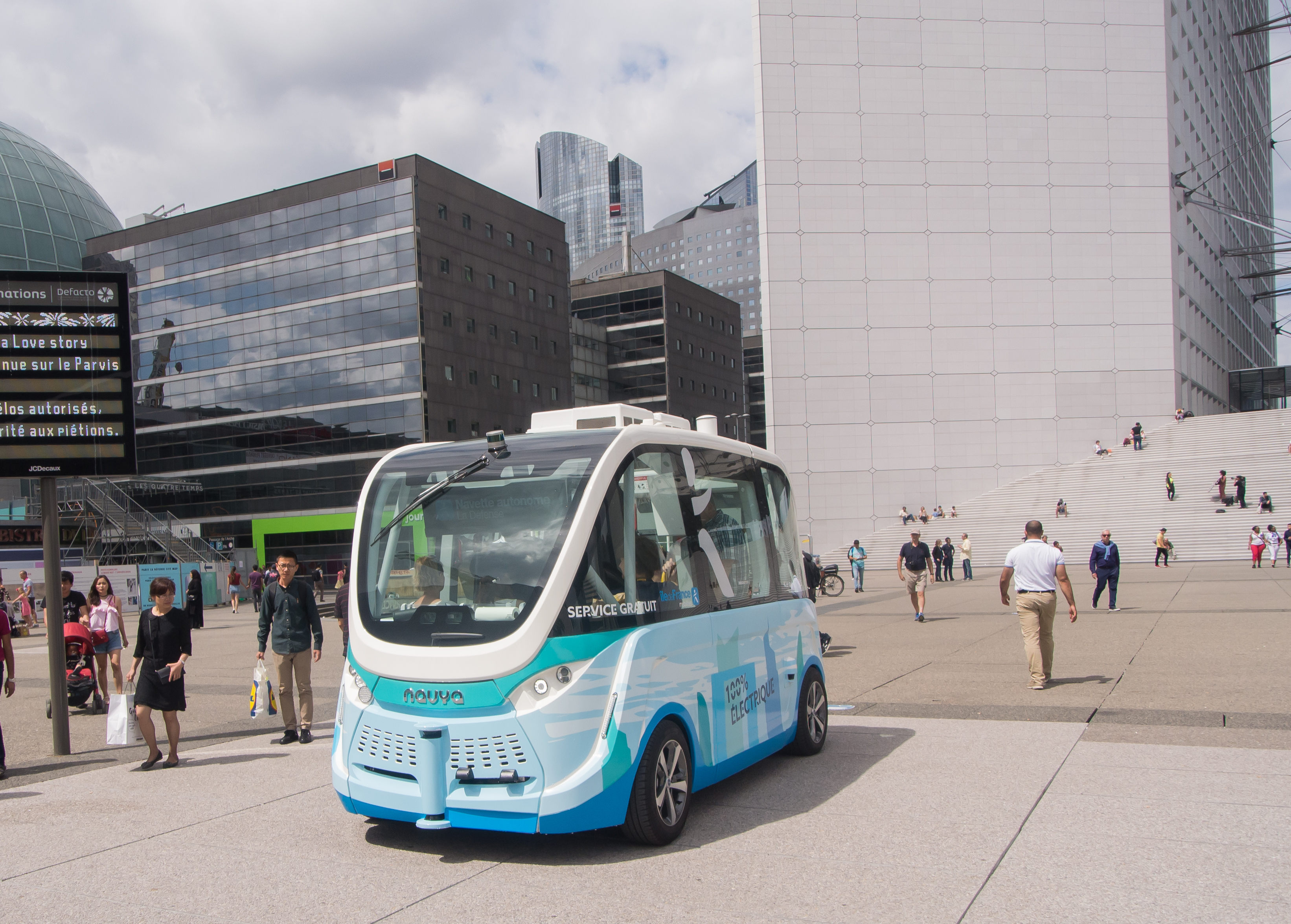
Véhicule de Navya à La Défense, expérimentation du STIF entre juin 2017 et décembre 2017.

La Navya Arma, premier véhicule électrique et autonome de série disponible à la vente, est présentée en première mondiale à l’ITS World Congress de Bordeaux en octobre 2015, où elle a circulé sur route ouverte. Il s’agit d’une navette à habitacle fermé, conçue pour l’autonomie et fabriquée en France. Elle comporte lidars, caméras stéréovision, GPS RTK, GNSS, capteurs infra-rouge et est doté d’un système de navigation lui permettant de suivre un itinéraire dans un environnement pré-cartographié. 
Sur la route, l’Arma distingue tous types d’obstacles, fixes ou mobiles, et adapte sa trajectoire. Des systèmes d’arrêt d’urgence sont accessibles. Dotée de feux, d’écrans, de panneaux LED et haut-parleurs internes et externes, elle interagit avec ses passagers et son environnement extérieur de manière visuelle ou sonore. 
Au service de la mobilité du dernier kilomètre, elle est, dans un premier temps, destinée à circuler principalement sur sites fermés comme les aéroports, les sites industriels, les universités et les parcs d’attraction. En zones urbaines, l’Arma circule sous condition d’autorisation, la législation autour des véhicules autonomes n'étant pas encore en place.
Elle est rebaptisée « Autonom Shuttle » en novembre 2017 lors de la présentation de l'« Autonom Cab », le premier robot-taxi autonome, à la Cité du Cinéma (ville de Saint-Denis).

## Export
En novembre 2015, Navya annonce la première vente de sa navette Arma au groupe de transport collectif et public suisse CarPostal qui va tester deux minibus autonomes en vue de proposer un mode de transport complémentaire aux lignes existantes et les relier aux lieux non desservis. Les Transports publics genevois ainsi que les Transports publics fribourgeois (Fribourg avec circulation à Marly) en ont acquis en 2017.
En 2018, Masdar a annoncé que Navya gagne un concours visant à étendre la prochaine phase du réseau de mobilité de Masdar City.
À l'été 2019, une navette autonome est mise en service pour test pour effectuer le tour du Rocher de Monaco,.
En 2020, Navya travaille sur de projets à travers le monde entier hormis en Afrique et en Amérique du Sud. Il a déployé plus de 160 véhicules dans 22 pays en 2020. Le 18 septembre 2020, Navya annonce son premier déploiement au Japon.